# 김태연 (1943년)
김태연(金泰淵, 1943년 1월 1일 ~ , 서울)은 노동부 차관을 역임한 전직 경제 공무원이다.

## 학력
- 경기고등학교 졸업
- 서울대학교 경제학과 경제학 학사
- 프린스턴대학교 대학원 석사

## 경력
- 제5회 행정고시 합격
- 경제기획원 물가정책국장
- 국무총리비서실 제2행정조정관
- 경제기획원 대외경제조정실장
- 경제기획원 차관보
- 노동부 차관
- 한국관광공사 사장

## 참고
- 김태연 네이트 인물검색

| 전임 강봉균 | 제18대 경제기획원 차관보 1993년 5월 24일 ~ 1994년 10월 6일 | 후임 안병우 |

| 전임 강봉균 | 제7대 노동부 차관 1994년 10월 6일 ~ 1994년 12월 26일 | 후임 최승부 |